# Suuri-Kaislanen
Suuri-Kaislanen är en sjö i kommunen Pieksämäki i landskapet Södra Savolax i Finland. Sjön ligger 99,6 meter över havet. Arean är 89 hektar och strandlinjen är 7,23 kilometer lång. Sjön  ingår i Vuoksens huvudavrinningsområde.   Den ligger omkring 69 kilometer norr om S:t Michel och omkring 270 kilometer nordöst om Helsingfors. 
I sjön finns öarna Niittysaari (0,1 hektar) och Jokisaari (1 hektar) vid sjöns utlopp. 